# Sebastian Madera
Sebastian Madera (Rawicz, 30 maggio 1985) è un ex calciatore polacco, di ruolo difensore.

## Carriera

### Club
Nella stagione 2008-2009 va in prestito dal Widzew Łódź al Tur Turek.